# Ahuacatlán (Nayarit)
Ahuacatlán è un comune del Messico, situato nello stato di Nayarit, il cui capoluogo è la località omonima.
La municipalità conta 15.953 abitanti (2015) e ha un'estensione di 495,10 km².